# Măduvă osoasă

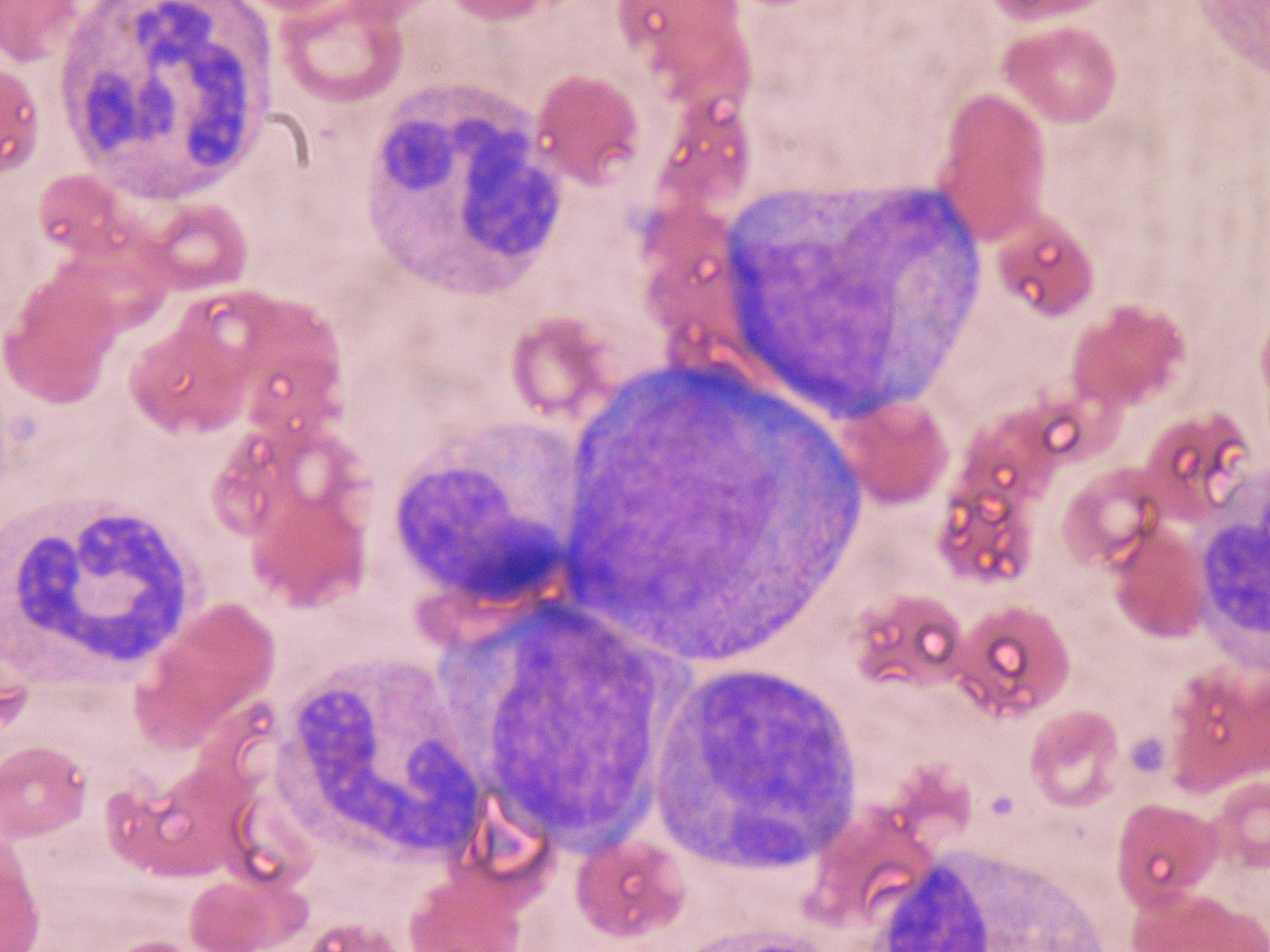
Celulele măduvei osoase la microscop

Măduva osoasă este un țesut semi-solid aflat în porțiunile spongioase ale oaselor. La păsări și mamifere, măduva osoasă reprezintă principalul loc de producere a celulelor sanguine noi (proces numit hematopoieză). Este alcătuită din celule hematopoietice, țesut adipos medular și celule stromale de susținere.
La adulții umani, măduva osoasă se găsește în principal în coaste, vertebre, stern și oasele pelvisului. Măduva constituie aproximativ 5% din masa corporală totală la adulții sănătoși (o persoană care cântărește 73 kilograme va avea în jur de 3,7 kilograme de măduvă osoasă).
Măduva umană produce zilnic aproximativ 500 de miliarde de celule sangvine, care pătrund în circulația sistemică printr-o rețea de sinusuri vasculare permeabile situate în cavitatea medulară. Toate tipurile de celule hematopoietice (linia mieloidă și din linia limfoidă) sunt create în măduva osoasă; cu toate acestea, celulele limfoide trebuie să migreze către alte organe limfoide (de exemplu, timusul) pentru a-și finaliza maturarea.
Transplanturile de măduvă osoasă pot fi utilizate în tratamentul unor boli grave ale măduvei (boli hematologice maligne sau autoimune), inclusiv anumite forme de cancer (cum ar fi leucemia). Mai multe tipuri de celule stem sunt asociate cu măduva osoasă. Celulele stem hematopoietice din măduvă pot da naștere tuturor celulelor din linia hematopoietică, iar celulele stem mezenchimale, care pot fi izolate din cultura primară a stromei medulare, pot genera țesut osos, adipos și cartilaj.
Măduva conține celule stem hematopoietice care dau naștere celor trei clase de celule sanguine care se găsesc în circulație: globule albe (leucocite), globule roșii (eritrocite) și trombocite (trombocite). Compoziția măduvei este dinamică deoarece amestecul de componente celulale și non-celulare (țesutul conjunctiv) se modifică odată cu vârsta și ca răspuns la factorii sistemici. Oasele unui nou-născut conțin exclusiv măduvă „roșie” activă hematopoietic, iar odată cu vârsta există o conversie progresivă spre măduva „galbenă”. La adulți, măduva roșie se găsește în principal în scheletul central, cum ar fi pelvisul, sternul, craniul, coastele, vertebrele și scapulele și în mod variabil în ca capetele epifizare proximale ale oaselor lungi, cum ar fi femurul și humerusul. În circumstanțe de hipoxie cronică, organismul poate transforma măduva galbenă înapoi în măduvă roșie pentru a crește producția de celule sanguine.

## Funcție
Cea mai importantă funcție a măduvei osoase este hematopoieza, adică formarea celulelor sângelui. Măduva conține celule stem hematopoietice care dau naștere celor trei clase de celule sanguine care se găsesc în circulație: globule albe (leucocite), globule roșii (eritrocite) și trombocite (trombocite). Aceste celule sunt esențiale pentru transportul oxigenului, apărarea imunologică și coagularea sângelui. La adulți, măduva activă hematopoietic este localizată în principal în oasele late (stern, coaste, pelvis, vertebre).

## Transplant

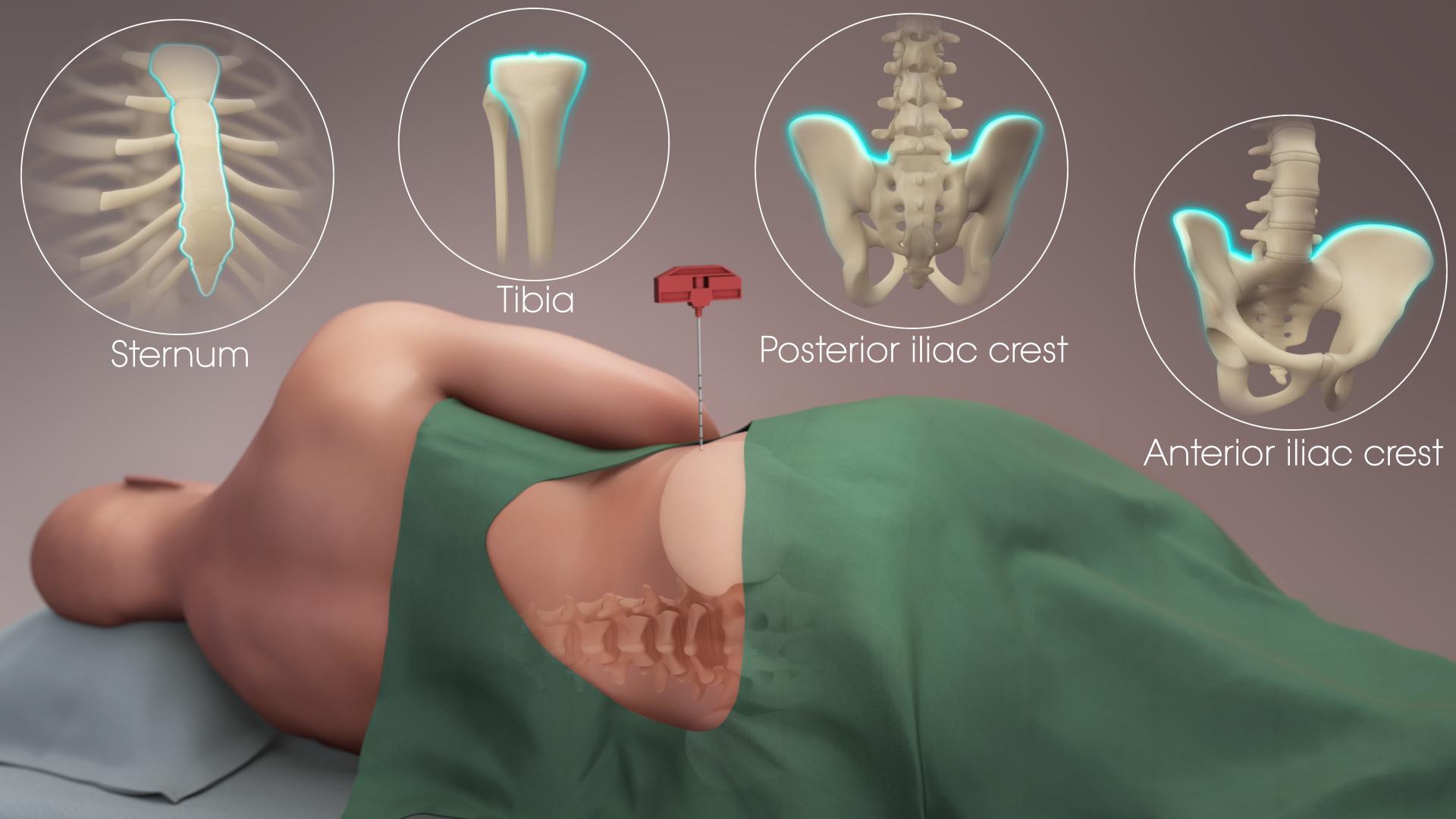
Locurile preferate pentru procedură

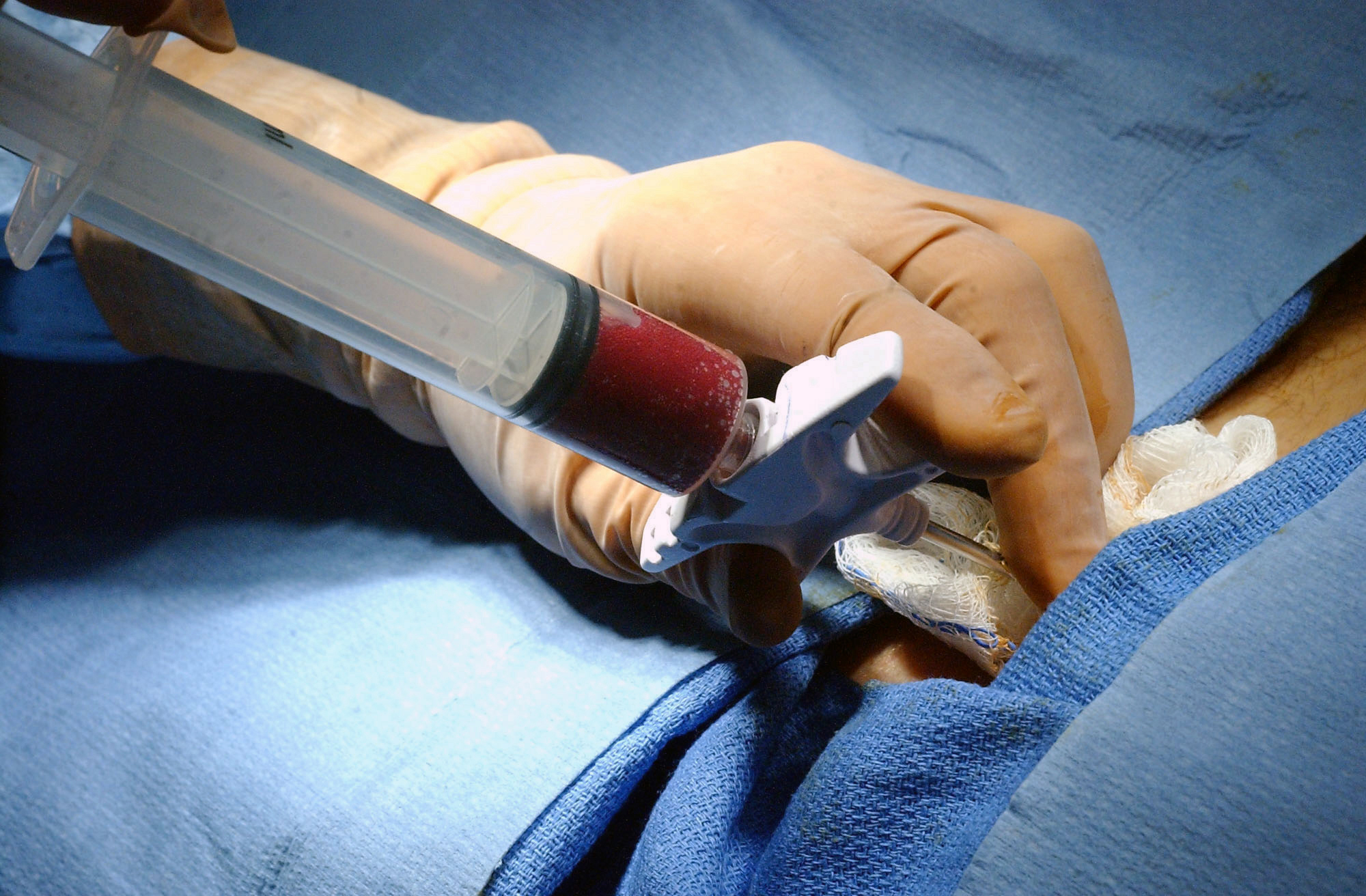
Recoltare de măduvă osoasă

În cadrul unui transplant de măduvă osoasă, celulele stem hematopoietice sunt recoltate de la o persoană și apoi infuzate fie într-o altă persoană (transplant alogenic), fie în aceeași persoană la un moment ulterior (transplant autolog). Dacă donatorul și receptorul sunt compatibili, celulele infuzate vor migra către măduva osoasă și vor începe procesul de producere a celulelor sanguine.
Transplantul de la o persoană la alta este utilizat pentru tratarea unor afecțiuni grave ale măduvei osoase, precum defectele congenitale, bolile autoimune sau maladiile maligne. În prealabil, măduva pacientului este distrusă prin medicamente sau radioterapie, după care sunt introduse celulele stem noi.
În cazurile de cancer, înainte de radioterapie sau chimioterapie, o parte din celulele stem hematopoietice ale pacientului pot fi recoltate și reinfuzate ulterior, după finalizarea tratamentului, pentru restabilirea sistemului imunitar. Celulele stem din măduva osoasă pot fi induse să devină celule neuronale pentru a trata bolile neurologice sau pentru alte boli, cum ar fi boala inflamatorie intestinală.